# النا کومپوریس
النا کومپوریس (به انگلیسی: Elena Kampouris) (زاده ۱۶ سپتامبر ۱۹۹۷) بازیگر آمریکایی است.
از فیلم‌های معروف او می‌توان به بازی در فیلم پینه‌دوز ، مانند زن (سال 2022)و پیش از آنکه بمیرم و همچنین سریال تلویزیونی ادیسه آمریکایی اشاره کرد.